# Anastasia Vojnova
Anastasia Sergejevna Vojnova (Russisch: Анастасия Сергеевна Войнова) (Toela, 5 februari 1993) is een Russisch baanwielrenster, gespecialiseerd in de teamsprint, 500 m tijdrit, Keirin en sprint. Ze werd twee keer Wereldkampioen teamsprint en twee keer Wereldkampioen 500m tijdrit. Vojnova nam deel aan de Olympische Spelen in 2016 ze won hier bij een zilveren medaille.

## Belangrijkste resultaten

### Elite
| Jaar | EK                         | WK                | Olympische Spelen | Overig |
| ---- | -------------------------- | ----------------- | ----------------- | --- |
| 2011 |                            |                   |                   | WB Cali: teamsprint |
| 2012 | sprint · teamsprint        |                   |                   | WB Peking: 500m |
| 2013 |                            |                   |                   | WB Aguascalientes (a): teamsprint · WB Aguascalientes (b): teamsprint                                                          |
| 2014 | teamsprint · 500m · sprint | 500m              |                   | WB Guadalajara: 500m, teamsprint · WB Londen: sprint, teamsprint                                                               |
| 2015 | teamsprint · 500m · sprint | 500m · teamsprint |                   | WB Cali: teamsprint |
| 2016 | teamsprint · sprint · 500m | teamsprint · 500m | teamsprint        | WB Hongkong: teamsprint, sprint                                                                                                |
| 2017 | teamsprint                 | teamsprint · 500m |                   | WB Cali: teamsprint, sprint · WB Los Angeles: teamsprint, sprint · WB Pruszków: teamsprint · WB Manchester: teamsprint, sprint |
| 2018 | teamsprint · sprint        | teamsprint        |                   | WB Saint-Quentin-en-Yvelines: teamsprint · WB Milton: teamsprint · WB Berlijn: teamsprint, sprint                              |
| 2019 | teamsprint · sprint · 500m | teamsprint        |                   | Europese Spelen: teamsprint · WB Cambridge: sprint                                                                             |
| 2020 | teamsprint · sprint · 500m | sprint            |                   | |